# Alexander Abian
Alexander Abian (* 1. Januar 1923 als Smbat Abian in Täbris, Ost-Aserbaidschan; † 25. Juli 1999) war ein US-amerikanischer Mathematiker iranisch-armenischer Abstammung mit Professur an der Iowa State University. Abian ist in erster Linie bekannt für seinen Vorschlag, mit einer atomaren Zerstörung des Mondes die negativen Auswirkungen der Gezeiten und katastrophaler Wetterphänomene radikal zu lösen.
Abian studierte an der Universität Teheran mit dem Bachelor-Abschluss 1946, an der University of Chicago mit dem Master-Abschluss 1954 und erhielt seinen Ph.D. 1956 an der University of Cincinnati bei Isaac Barnett (Invariants and Covariants of Systems of Linear Differential and Integro-Differential Equations). 1956/57 war er Assistant Professor an der University of Tennessee, danach Assistant Professor am Queens College, 1959 bis 1962 an der University of Pennsylvania, 1962 bis 1967 Associate Professor an der Ohio State University und 1967 bis zur Emeritierung 1993 Professor für Mathematik an der Iowa State University.
Er befasste sich als Mathematiker mit Algebra und axiomatischer Mengenlehre, unter anderem bewies er Konsistenz und Unabhängigkeit von vier der ZF-Axiome.
Seinen Vorschlag den Mond in die Luft zu sprengen machte er 1991, also kurz vor seiner Pensionierung, in einem Campus-Newsletter und wurde als verrückte Idee eines Wissenschaftlers von der Presse aufgegriffen.

## Schriften
- The theory of sets and transfinite arithmetic. W. B. Saunders, Philadelphia PA 1965.
- Linear associative algebras. Pergamon Press, New York NY u. a. 1971, ISBN 0-08-016564-8.
- Boolean Rings. Branden Press, Boston MA 1976, ISBN 0-8283-1687-3.